# Nichakoon Khajornborirak
Nichakoon Khajornborirak (tiếng Thái: นิชคุณ ขจรบริรักษ์, sinh ngày 3 tháng 3 năm 1999) còn có biệt danh là Meen (มีน), là một diễn viên, vận động viên bóng rổ người Thái Lan, trực thuộc đài truyền hình Channel 3. Anh được biết đến với vai Tul trong Love by Chance 2 (2020) và Ai trong Ai Long Nhai (2022).

## Tiểu sử và học vấn
Meen tốt nghiệp trung học tại cao đẳng Assumption Thonburi, hiện đang theo học cử nhân ngành Nghệ thuật giao tiếp 
theo chương trình quốc tế tại trường Đại học Bangkok. Ngoài ra anh còn là cầu thủ bóng rổ của trường, vận động viên bóng rổ thuộc đổi tuyển Hi-Tech Basketball Club tại Bangkok.

## Sự nghiệp
Meen gia nhập làng giải trí sau khi được các nhà tuyển dụng tiếp cận khi đang đi dạo quanh khu vực Quảng trường Siam, sau đó anh bắt đầu làm người mẫu cho các nhãn hàng. Anh bắt đầu thử sức trong lĩnh vực điện ảnh thông qua vai phụ đầu tiên trong bộ phim Love by Chance 2 (2020). Năm 2022 anh bắt đầu đóng vai chính trong bộ phim truyền hình Ai Long Nhai cùng với bạn diễn Krittanun Aunchananun. Cùng năm đó anh đã ký hợp đồng làm diễn viên với nhà đài Channel 3.

## Chương trình tham gia

### Phim truyền hình
| Năm  | Tên phim                   | Vai                     | Đài                | Ghi chú   | Tham khảo |
| ---- | -------------------------- | ----------------------- | ------------------ | --------- | --------- |
| 2020 | Love by Chance 2           | Tul (anh của Tin)       | WeTV               | Vai phụ   | [ 3 ]     |
| 2021 | Praomook                   | Poom                    | Channel 3          | Vai phụ   | [ 4 ]     |
| 2022 | Ai Long Nhai               | Ai                      | Channel 3          | Vai chính | [ 5 ]     |
| 2022 | Why You... Y Me?           | Meen                    | WeTV               | Khách mời |           |
| 2023 | My Dear Gangster Oppa      | Tew                     | iQIYI              | Vai chính | [ 6 ]     |
| 2024 | My Love in the Countryside | Temorn Khokkhongcharoen | Channel 3          | Vai phụ   |           |
| 2024 | Dhevaprom: Laorchan        | Chawit Dhevaprom        | Channel 3, Netflix | Vai phụ   |           |
| 2024 | Dhevaprom: Dujapsorn       | Chawit Dhevaprom        | Channel 3, Netflix | Vai phụ   |           |

### Phim điện ảnh
| Năm  | Tên phim                       | Vai     | Ghi chú   | Ref. |
| ---- | ------------------------------ | ------- | --------- | ---- |
| 2023 | Ai Long Nhai: The Endless Love | Aiyaret | Vai chính |      |

### Chương trình thực tế
| Năm  | Tên chương trình | Vai trò   | Đài    | Ghi chú           | Nguồn |
| ---- | ---------------- | --------- | ------ | ----------------- | ----- |
| 2021 | Fullturn         | Khách mời |        | Tập 5             | [ 7 ] |
| 2022 | Super Match      | Khách mời | One 31 | Team tiger, tập 2 | [ 8 ] |

### Xuất hiện trong video ca nhạc
| Năm  | Bài hát                  | Nghệ sĩ                      | Hãng đĩa | Ghi chú   | Tham khảo |
| ---- | ------------------------ | ---------------------------- | -------- | --------- | --------- |
| 2019 | เวลาใครถาม (YOUR ANSWER) | Worranit Thawornwong         |          | Khách mời | [ 9 ]     |
| 2023 | ทางไหนดี (What If)        | Krittanun Aunchananun (Ping) |          | Khách mời | [ 10 ]    |

## Danh sách đĩa nhạc
| Năm  | Bài hát                    | Nghệ sĩ                        | Hãng đĩa | Ghi chú | Tham khảo |
| ---- | -------------------------- | ------------------------------ | -------- | ------- | --------- |
| 2023 | ให้กันได้ไหมเธอ ? (Would You) | cùng với Krittanun Aunchananun |          |         | [ 11 ]    |
| 2023 | ที่ของเรา (Area)             | cùng với Krittanun Aunchananun |          |         | [ 12 ]    |

## Chuyến lưu diễn
| Năm  | Tên chương trình                                  | Nghệ sĩ                        | Địa điểm                                    | Tham khảo     |
| ---- | ------------------------------------------------- | ------------------------------ | ------------------------------------------- | ------------- |
| 2023 | Meenping To The Moon 1st Fanmeeting in Cambodia   | cùng với Krittanun Aunchananun | Aeon Mall Mean Chey, Phnôm Pênh             | [ 13 ]        |
| 2023 | Meenping To The Moon 1st Fan meeting in Viet Nam  | cùng với Krittanun Aunchananun | La Vela Saigon hotel, Thành phố Hồ Chí Minh | [ 14 ] [ 15 ] |
| 2023 | Meenping To The Moon 1st Fan meeting in Bali      | cùng với Krittanun Aunchananun | Bluepoint Resort, Bali                      | [ 16 ]        |
| 2023 | Meenping To The Moon 1st Fan meeting in Hong Kong | cùng với Krittanun Aunchananun | Hồng Kông                                   | [ 17 ]        |
| 2023 | MeenPing 1st Fansign (4 จังหวัด)                    | cùng với Krittanun Aunchananun | Chiang Mai, Khon Kaen, Songkhla, Bangkok    | [ 18 ]        |
| 2023 | Mchoice Fans Day 2023                             | Nhiều nghệ sĩ                  | Central Chaengwattana, Nonthaburi           | [ 19 ]        |
| 2024 | MeenPing To My Dear Fan Meeting                   | cùng với Krittanun Aunchananun | Centerpoint Studio, Băng Cốc                | [ 20 ]        |

## Giải thưởng và đề cử
| Năm  | Giải thưởng                  | Hạng mục                | Tác phẩm | Kết quả   | Nguồn  |
| ---- | ---------------------------- | ----------------------- | -------- | --------- | ------ |
| 2023 | The Most Favorite Actor 2023 | Nam diễn viên nổi tiếng |          | Đoạt giải | [ 21 ] |

## Thành tích thể thao
- Vô địch tại Đại hội Thể thao học sinh Đông Nam Á 2017 - Đội Thái Lan[22][23]